# 米洛妮亞·凱索妮亞
米洛妮亞·凱索妮亞（Milonia Caesonia，?—41年）是一位羅馬帝國皇后，皇帝卡利古拉第四任也是最後一任妻子。

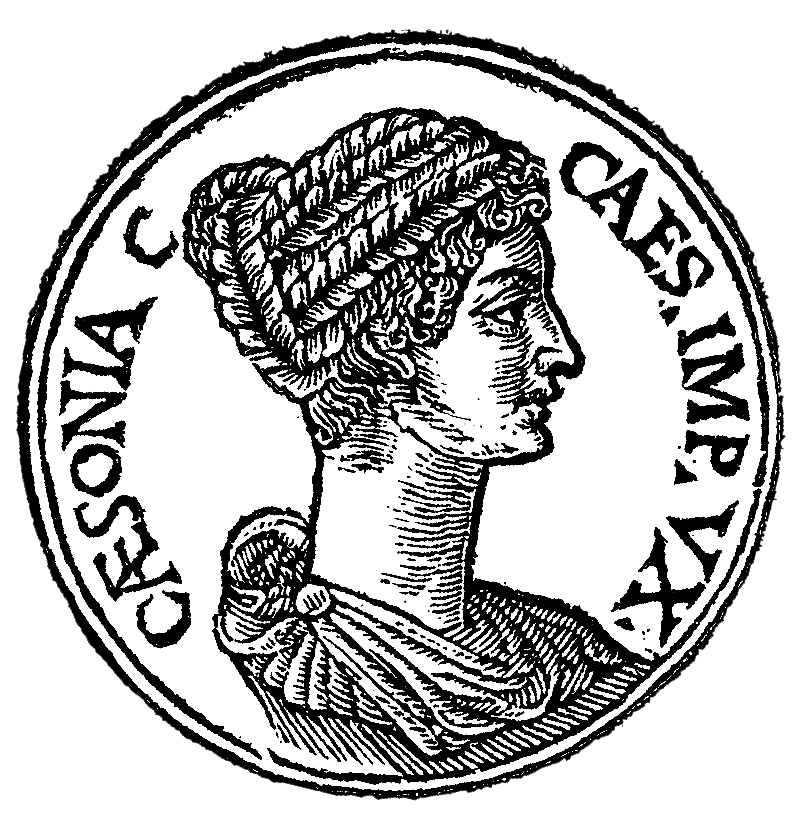
米洛妮亞·凱索妮亞

米洛妮亞·凱索妮亞是维斯提莉娅的女兒，將軍格奈烏斯·多米提烏斯·科爾布羅的異父姊妹。她和卡利古拉於39年結婚，有一個女兒尤利亞·德魯西拉。卡利古拉遇刺的同一天，母女兩人也遭殺害。

## 流行文化
米洛妮亚在电影和电视中多次出现：
- 1937年——利奥诺拉·科尔韦特（英语：Leonora Corbett）在未完成的电影《我，克劳迪斯（英语：I, Claudius (film)）》 中
- 1966年——克里斯塔·凯勒（Krista Keller）出演电视电影《卡利古拉》
- 1968年——巴尔巴拉·默里（英语：Barbara Murray）出演电视剧《凯撒大帝（英语：The Caesars (TV series)）》
- 1975年——伊冯娜·莱克斯（Yvonne Lex）在电视电影《卡利古拉》中的表现
- 1976年——法雷达·道伊（英语：Freda Dowie）在电视剧《我，克劳狄斯（英语：I, Claudius (TV series)）》 中的表演
- 1979年——海伦·米伦在戏剧电影《卡利古拉（英语：Caligula (film)）》 中的表演